# CHAANCE
챈스(CHAANCE)는 2021년 런칭한 스포츠 의류 브랜드이다. 매 시즌 다채로운 문화, 예술, 라이프스타일을 독보적인 감성으로 보여주는 하이엔드 스트리트 스포츠 웨어 브랜드이다.
21년에 이어 매 시즌 뉴욕 패션 위크에 참가한 챈스(CHAANCE)는 스타일리쉬하면서도 하이 퍼포먼스가 강조된 스포츠웨어 컬렉션을 '디지털 컬렉션'의 패션 필름의 형태로 소개한다.

## 시즌 컬렉션
2021FW 챈스의 21FW 컬렉션은 새로운 문화 탄생의 시기인 90년대 힙합 문화에 바이브를 모티브로 한다. 어려움 속 탄생된 독보적인 90년대 스트리트 힙합 바이브와 패션에 대한 해답을 제시하는 새로운 장르를 선보인다.
2022SS 챈스의 22SS 컬렉션은 아프리카의 컬러풀하고 역동적인 환경을 그들만의 문화로 발전시켜왔던 히스토리를 모티브로 한다. 일반적인 패턴과 핏들의 재해석과 소재에 위트를 얹어 독보적이면서 컬러풀한 아이템을 선보인다.
2022FW 챈스의 22FW 컬렉션'Light the fire within'은 회색도시의 테카당스적 분위기속에서도 희망의 불꽃을 피우는 메세지를 담았다. 희망과 극복의 상징과 같은 2002년 솔트레이크시티 동계올림픽에서 메인 영감을 받았으며, 이를 과감한 컬러와 그래픽, 자유로운 움직임을 위한 다양한 원단 사용을 보여준다.

## 뉴욕 패션 위크
- NYFW-2021FW
- NYFW-2022SS
- NYFW-2022FW

## 스폰서쉽

### 복싱
- 저말 찰로

### 주짓수
- 셰인 자밀 힐 타일러
- 채완기
- 이경섭

### BMX
- 박동영
- 이지호

### 사이클
- 윤재빈